# Eugen Polanski
Pour les articles homonymes, voir Polanski.
Eugen Polański, né Bogusław Eugeniusz Polański le 17 mars 1986 à Sosnowiec, est un footballeur polonais possédant également la nationalité allemande. Aligné comme milieu de terrain offensif, sa bonne technique et sa vision du jeu affûtée lui permettent de se mettre en évidence dès ses premières années de compétition. En 2019 il commence sa carrière d'entraîneur.

## Carrière

### En club
La famille Polański émigre de Pologne et s'installe en Allemagne en 1988 alors qu'Eugen est âgé de deux ans. Il suit sa scolarité au collège Erasmus-von-Rotterdam de Viersen, et dans une école professionnelle d'économie et gestion à Mönchengladbach.
C'est au sein de deux clubs voisins nord rhénans, d'abord le Concordia Viersen, puis, à dater de juillet 2004, le Borussia Mönchengladbach, qu'il fait ses classes. Il intègre l'effectif professionnel de cette dernière formation lors de la saison 2004-2005, au poste de milieu de terrain, et c'est le 19 novembre 2005, lors de sa troisième titularisation et la rencontre opposant Mönchengladbach au Bayer Leverkusen qu'il inscrit son premier but en Bundesliga. Avec une heureuse intuition, l'entraîneur du Borussia Mönchengladbach, Horst Köppel le fait jouer, lors de la saison 2005-2006 comme milieu de terrain défensif, poste où, outre ses qualités de passeur, il fait preuve d'un grand dynamisme et d'une redoutable efficacité dans les duels. Le 7 juin 2007, Eugen Polanski annonce vouloir rester au Borussia malgré la relégation en 2.Bundesliga et l'intérêt annoncé par d'autres clubs, notamment le Real Madrid entraîné par son compatriote Bernd Schuster, pour s'attacher ses services. 
Cependant, son rendement est nettement moins bon lors de la saison 2007-2008, durant laquelle son poste est majoritairement tenu par Patrick Paauwe et où il est titularisé à neuf reprises seulement par le nouvel entraîneur Jos Luhukay. Cet état de fait alimente les rumeurs sur le probable départ du Borussia d'Eugen Polanski, confirmé le 14 mars 2008 par Jos Luhukay, lors d'une conférence de presse où il annonce le non-renouvellement du contrat du joueur à la fin de la saison.
Le 19 mai 2008, Eugen Polanski annonce sur son site internet, dans la rubrique news, avoir signé un contrat avec Getafe, club de Primera División. Mais le 12 juin 2009, après une saison décevante en Espagne, il rejoint en prêt le 1. FSV Mayence 05. Il est même cédé définitivement au club allemand au mois de novembre 2010.
Le 25 janvier 2013 il s'engage avec 1899 Hoffenheim, son contrat dure jusqu'en 2018. Il met un terme à sa carrière de footballeur après la non prolongation de son contrat et entame une carrière d'entraîneur, il débute en 2019 comme entraîneur adjoint à Saint-Gall en Suisse.

### En sélection nationale
Susceptible d'être sélectionné par Paweł Janas dans l'équipe de Pologne afin de participer à la Coupe du monde 2006, Eugen Polanski choisit de représenter l'Allemagne, pays où il réside depuis son plus jeune âge et qu'il connaît le mieux. Ainsi, il fait partie de l'équipe d'Allemagne espoirs lors du championnat d'Europe de 2006, dont il a été le capitaine à plusieurs reprises lors des matchs de qualification. En phase finale du championnat, lors de la rencontre du 23 mai 2006 à Barcelos, opposant la Serbie-et-Monténégro à l'Allemagne, il inscrit, à la soixante-et-unième minute, un superbe but lointain donnant la victoire à son équipe.
En mai 2014 Polanski annonce sa retraite internationale.

## Palmarès
- Borussia Mönchengladbach
  - Vainqueur de la 2. Liga : 2008